# پنج خانواده

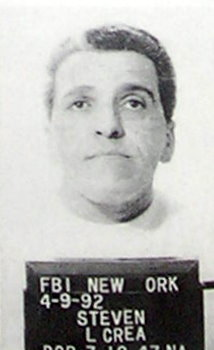
عکس بازداشت استیو کریا از سران خانواده لوچزه

پنج خانواده (به انگلیسی: Five Families؛ به ایتالیایی: Cinque famiglie) خانواده‌های تبهکار اصلی شهر نیویورک با پس‌زمینه ایتالیایی آمریکایی هستند که بخشی از مافیا به حساب می‌آیند. پنج خانواده پس از سال ۱۹۳۱ میلادی با این عنوان شناخته می‌شوند. این ۵ خانواده عبارتند از: بونانو، کلمبو، گامبینو، جنوویزه و لوچزه. هریک از این خانواده‌ها، یکی از پنج ناحیه شهر نیویورک را از نظر جرائم سازمان‌یافته تحت کنترل مطلق خود داشت.
در ابتدای شکل‌گیری ساختار مافیای آمریکا، سالواتوره مارانزانو طرحی داشت که بر اساس آن تمام روسای خانواده‌های مافیایی باید به عنوان زیردست او که "رئیس‌الروسا" خوانده می‌شد، عمل می‌کردند. اما این طرح بلندپروازانه به ترور خود او در سپتامبر همان سال انجامید و این مقام برای همیشه منحل شد.
در پی این اتفاق، چارلز "لاکی" لوچیانو نهاد جدیدی به نام "کمیسیون" را ایجاد کرد. این شورای حکومتی متشکل از روسای پنج خانواده بزرگ نیویورک، رهبر گروه شیکاگو و رئیس خانواده جنایی بوفالو بود. وظیفه اصلی این کمیسیون نظارت بر فعالیت‌های مافیایی در سراسر آمریکا و حل و فصل اختلافات بین خانواده‌های مختلف بود.
در سال ۱۹۶۳، جوزف والاچی در جلسات استماع کنگره آمریکا که به نام خودش معروف شد، برای اولین بار به طور رسمی وجود پنج خانواده بزرگ نیویورک را افشا کرد. پس از این افشاگری، برخی از سازمان‌های جنایی دیگر نیز به اندازه‌ای قدرت یافتند که گاهی اوقات به عنوان "خانواده ششم" شناخته شدند، هرچند این عنوان هیچگاه به صورت رسمی به رسمیت شناخته نشد.
این تحولات نشان‌دهنده گذار از سیستم حکومتی متمرکز به ساختاری غیرمتمرکز با مکانیسم‌های کنترل جمعی در دنیای جنایت سازمان‌یافته بود. در این سیستم جدید، هیچ فردی به تنهایی قدرت مطلق نداشت و تصمیمات مهم به صورت جمعی گرفته می‌شد.

## نام خانواده‌ها
1. خانواده جنوویزه به رهبری جو ماسیرا، ویتو جنوویزه، فرانک کاستلو (ملقب به نخست‌وزیر مافیا. لقب دیگر او زیرک‌ترین رهبر مافیا می‌باشد) و چارلز لوچیانو (ملقب به خوش شانس). در سال ۱۹۶۰ شخصی به نام جو والاچی تصمیم گرفت که علیه این خانواده در دادگاه شهادت دهد. این باعث شد ویتو جنوویزه برای کشتن او جایزه‌ای ۱۰۰ هزار دلاری در نظر بگیرد.
2. خانواده گامبینو به رهبری وینسنت مانگانو و دن کارلو گامبینو (لقب او پدرخوانده می‌باشد. گامبینو همچنین یکی از پر قدرت‌ترین رهبرهای مافیا در تاریخ آمریکا می‌باشد) او در سال ۱۹۷۶ در ۷۴ سالگی در نیویورک در گذشت. در سال ۱۹۶۰ وی کنترل بیش از ۹۰٪ شهر نیویورک را با بیش از ۱۰۰۰ سرباز مافیایی در اختیار داشت. او در سال ۱۹۶۲ به عنوان رهبر تمام رهبرها در نیویورک انتخاب شد.
3. خانواده بونانو به رهبری سالواتوره مارانزانو (ملقب به سزار. وی تنها کسی در تاریخ مافیا می‌باشد که توانست در یک مقطع ریاست تمام پنج خانواده را به عهده بگیرد. به همین دلیل او را سزار خطاب می‌کردند) و جو بونانو (ملقب به خنده دار). جو بونانو به مدت سی و چهار سال رهبر این خانواده بود. (سالهای ۱۹۳۱ تا ۱۹۶۵). وی بیش از ۶۰ سال در مافیای آمریکا فعالیت داشت. همچنین او از رهبرانی بود که با مافیای سنتی ایتالیا و سیسیل رابطه داشت. وی یکی از بزرگترین و ثروتمندترین رهبران تاریخ مافیا شناخته می‌شود. وی در ۹۷ سالگی در آمریکا در گذشت.
4. خانواده کلمبو به رهبری جو پارافاکی (ملقب به پادشاه پیر) و جزف کلمبو.
5. خانواده لوچزه به رهبری تامی گتانیو و تامی لوچزه (ملقب به قهوه‌ای)

## تاریخچه
پیش زمینه و جنگ کاستلامارزه
در دهه ۱۹۲۰، کنترل فعالیت‌های مافیایی در آمریکا در دستان جوزپه "جو د باس" ماسریا بود. گروه او شامل چهره‌های سرشناسی مانند چارلز "لاکی" لوچیانو، آلبرت "کلاه‌دیوانه" آناستازیا، ویتو جنووز، آلفرد مینه‌او، ویلی مورتی، جو آدونیس و فرانک کوستلو می‌شد. این گروه عمدتاً از گانگسترهای سیسیلی و مناطق کالابریا و کامپانیا در جنوب ایتالیا تشکیل شده بود.
در مقابل، دون ویتو کاسچو فررو، مافیوزوی قدرتمند سیسیلی، تصمیم گرفت کنترل عملیات مافیا را به دست بگیرد. از پایگاه خود در کاستلاماره دل گلفو، او سالواتوره مارانزانو را برای تصاحب کنترل به آمریکا فرستاد. جناح کاستلامارزه در آمریکا شامل جوزف "جو باناناس" بونانو، استفانو "گورکن" ماگادینو، جوزف پروفاچی و جو آییلو بود.
همانطور که مشخص شد این دو جناح برای رهبری مافیا با هم درگیر خواهند شد، هر کدام به دنبال جذب هواداران بیشتری برای حمایت از خود بودند. جنگ کاستلامارزه در ظاهر بین نیروهای ماسریا و مارانزانو بود، اما در باطن یک نبرد نسلی بین گارد قدیمی رهبری سیسیلی- معروف به "پیت‌های سبیل‌دار" به دلیل سبیل‌های بلند و روش‌های قدیمی‌شان که حاضر به همکاری با غیرایتالیایی‌ها نبودند- و "ترک‌های جوان"، گروه جوان‌تر و متنوع‌تر ایتالیایی که پیشروتر بودند و تمایل بیشتری به کار با غیرایتالیایی‌ها داشتند، بود.
ترور ماسریا و مارانزانو:
در اوایل سال ۱۹۳۱، لوچیانو تصمیم گرفت ماسریا را حذف کند. جنگ برای ماسریا به خوبی پیش نمی‌رفت و لوچیانو فرصت را برای تغییر وفاداری مناسب دید. در یک معامله مخفیانه با مارانزانو، لوچیانو موافقت کرد ترور ماسریا را ترتیب دهد در ازای دریافت امتیازات ماسریا و تبدیل شدن به معاون مارانزانو.
در ۱۵ آوریل ۱۹۳۱، ماسریا در رستوران نووا ویلای تامارو در کانی آیلند بروکلین به قتل رسید. گفته می‌شود در حالی که آنها مشغول بازی ورق بودند، لوچیانو به بهانه رفتن به دستشویی از میز خارج شد. قاتلان ظاهراً آناستازیا، جنووز، آدونیس و بنجامین "باگزی" سیگل بودند. سیرو "پادشاه کنگر" ترانووا راننده ماشین فرار بود، اما افسانه می‌گوید آنقدر دستپاچه شده بود که نمی‌توانست فرار کند و سیگل مجبور شد او را از صندلی راننده بیرون بکشد.
تشکیل پنج خانواده:
با حذف ماسریا، مارانزانو باندهای ایتالیایی-آمریکایی نیویورک را به پنج خانواده تحت رهبری لوچیانو، پروفاچی، گاگلیانو، منگانو و خودش سازماندهی کرد. مارانزانو جلسه‌ای از روسای مافیا در واپینگرز فالز نیویورک تشکیل داد و خود را "کاپو دی توتتی ای کاپی" (رئیس‌الروسا) نامید.
ترور مارانزانو و تشکیل کمیسیون:
در سپتامبر ۱۹۳۱، مارانزانو متوجه شد لوچیانو تهدیدی برای اوست و وینسنت "سگ دیوانه" کال، گانگستر ایرلندی را برای کشتن او استخدام کرد. اما لوچیانو از این طرح مطلع شد. در ۱۰ سپتامبر ۱۹۳۱، لوچیانو چهار گانگستر یهودی که چهره‌شان برای افراد مارانزانو ناشناخته بود را به دفتر او فرستاد. دو نفر از آنها با ظاهر مأموران دولت، محافظان مارانزانو را خلع سلاح کردند و دو نفر دیگر با کمک لوچسه که آنجا بود تا مارانزانو را نشان دهد، او را چندین بار چاقو زدند و سپس تیرباران کردند.
پس از قتل مارانزانو، لوچیانو جلسه‌ای در شیکاگو تشکیل داد و کمیسیون را تأسیس کرد. این کمیسیون متشکل از هفت رئیس خانواده بود: رهبران پنج خانواده نیویورک (لوچیانو، منگانو، گاگلیانو، بونانو و پروفاچی)، آل کاپون از شیکاگو و استفانو ماگادینو از بوفالو. لوچیانو به عنوان رئیس کمیسیون منصوب شد.
افول مافیا:
پنج خانواده مافیایی نیویورک هنوز فعال هستند، اگرچه قدرت کمتری دارند. اوج قدرت مافیا در آمریکا در دهه‌های ۱۹۴۰ و ۱۹۵۰ بود، تا سال ۱۹۷۰ که قانون RICO تصویب شد. این قانون مؤثر بود و منجر به این شد که بخش بزرگی از اعضای دستگیر شده به مخبر تبدیل شوند. این تأثیر به مرور زمان بیشتر شد.

## روسای اصلی و فعلی پنج خانواده
| نام اصلی خانواده | بنیانگذار           | نام کنونی       | نام گرفته از  | رهبر فعلی             | رهبر موقت                 |
| ---------------- | ------------------- | --------------- | ------------- | --------------------- | ------------------------- |
| مارانزانو        | سالواتوره مارانزانو | خانواده بونانو  | جو بونانو     | مایکل مانکوزو         | -                         |
| پروفاچی          | جو پروفاچی          | خانواده کلمبو   | جوزف کلمبو    | تئودور پرسیکو جونیور  | رابرت دونوفریو            |
| منگانو           | وینسنت منگانو       | خانواده گامبینو | کارلو گامبینو | دومنیکو سفالو         | لورنزو مانینو             |
| لوچیانو          | لوچیانو             | خانواده جنووز   | ویتو جنووز    | لیبوریو "بارنی" بلومو | -                         |
| گاگلیانو         | تامی گاگلیانو       | خانواده لوچسه   | تامی لوچسه    | ویکتور آموزو          | مایکل "مایک بزرگ" دسانتیس |

در سال ۱۹۶۳، جوزف والاچی در جلسات استماع کنگره آمریکا که به "جلسات والاچی" معروف شد، برای نخستین بار به شکل رسمی وجود پنج خانواده مافیایی نیویورک را افشا کرد. بر اساس شهادت تاریخی والاچی، روسای بنیانگذار این پنج خانواده عبارت بودند از:
روسای اولیه در زمان تشکیل:
۱. چارلز "لاکی" لوچیانو
۲. توماسو گاگلیانو
۳. جوزف پروفاچی
۴. سالواتوره مارانزانو
۵. وینسنت منگانو
روسای وقت در سال ۱۹۶۳:
۱. تامی لوچسه (خانواده لوچسه)
۲. ویتو جنووز (خانواده جنووز)
۳. جوزف کلمبو (خانواده کلمبو)
۴. کارلو گامبینو (خانواده گامبینو)
۵. جو بونانو (خانواده بونانو)
این افشاگری نقطه عطفی در تاریخ مبارزه با جنایت سازمان یافته محسوب می‌شود. نکته قابل توجه این است که نام‌های این خانواده‌ها بر اساس نام روسای آنها در زمان افشاگری والاچی تعیین شد و علیرغم تغییرات متعدد در ساختار رهبری و گذشت دهه‌ها، این نام‌ها همچنان به عنوان شناسه اصلی این سازمان‌ها باقی مانده‌اند.
والاچی که خود از اعضای خانواده جنووز بود، در شهادت تاریخی خود جزئیات بی‌سابقه‌ای درباره ساختار درونی، سلسله مراتب، قوانین و روش‌های عملیاتی این سازمان‌ها ارائه داد. این افشاگری منجر به افزایش قابل توجه فشارهای قانونی بر مافیا شد و مسیر جدیدی در مبارزه با جنایت سازمان یافته در آمریکا گشود.
اگرچه در طول سال‌ها روسای این خانواده‌ها بارها تغییر کرده‌اند و برخی از این سازمان‌ها دچار انشعاب شده‌اند، اما این پنج نام همچنان به عنوان چارچوب اصلی برای شناسایی شبکه‌های مافیایی نیویورک مورد استفاده قرار می‌گیرد. این پایداری نام‌ها نشان‌دهنده تأثیر ماندگار افشاگری والاچی در درک عمومی از ساختار جنایت سازمان یافته در آمریکاست.

## قلمروها
خانواده‌های تبهکار عمدتاً در منطقه کلان‌شهری نیویورک فعالیت داشته‌اند، اما تمرکز اصلی آن‌ها در خود شهر نیویورک بوده است. در ایالت نیویورک، این باندها فعالیت‌های مجرمانه خود را در لانگ آیلند، شامل شهرستان‌های ناسائو و سافولک، و همچنین شهرستان‌های وستچستر، راکلند و آلبانی گسترش داده‌اند. آن‌ها همچنین حضور قدرتمندی در ایالت نیوجرسی دارند. این پنج خانواده در فلوریدای جنوبی، کانتیکت، لاس وگاس و ماساچوست نیز فعال هستند.
خانواده‌های تبهکار اصلی:
- خانواده بونانو عمدتاً در بروکلین، کویینز، استیتن آیلند و لانگ آیلند فعالیت دارد. این خانواده در منهتن، برانکس، شهرستان وستچستر، نیوجرسی، کالیفرنیا، فلوریدا و آتلانتا نیز نفوذ دارد و با خانواده ریتزو در کبک ارتباط دارد.
- گروه بات اونیو در محله بنسونهرست بروکلین فعالیت می‌کرد.
- خانواده کلمبو عمدتاً در بروکلین، کویینز و لانگ آیلند فعالیت دارد. این خانواده در استیتن آیلند، منهتن، برانکس، نیوجرسی، جورجیا و فلوریدا نیز نفوذ دارد.
- خانواده گامبینو عمدتاً در بروکلین، کویینز، منهتن، استیتن آیلند و لانگ آیلند فعالیت دارد. این خانواده در برانکس، نیوجرسی، شهرستان وستچستر، کانتیکت، فلوریدا و لس آنجلس نیز نفوذ دارد.
- گروه اوزون پارک در کویینز و لانگ آیلند فعالیت می‌کند.
- گروه استیتن آیلند عمدتاً در استیتن آیلند زیرمجموعه‌های کوچک‌تری دارد:
- آنندیل
-روزویل بویز
- گریت کیلز کرو
- نورث استیتن آیلند کرو
- خانواده جنووز عمدتاً در منهتن، برانکس، بروکلین و نیوجرسی فعالیت دارد. این خانواده در کویینز، استیتن آیلند، لانگ آیلند، شهرستان وستچستر، شهرستان راکلند، کانتیکت، ماساچوست و فلوریدا نیز نفوذ دارد.
- گروه خیابان ۱۱۶ در منهتن شمالی و برانکس فعالیت می‌کند.
- گروه گرینویچ ویلیج در محله گرینویچ ویلیج در منهتن جنوبی فعالیت دارد.
- شاخه نیوجرسی خانواده جنووز در سراسر نیوجرسی فعال است.
- خانواده لوچز عمدتاً در برانکس، منهتن، بروکلین و نیوجرسی فعالیت دارد. این خانواده در کویینز، لانگ آیلند، استیتن آیلند، شهرستان وستچستر و فلوریدا نیز نفوذ دارد.
- گروه کوتایا در بروکلین، کویینز و لانگ آیلند فعالیت می‌کند.
- شاخه نیوجرسی خانواده لوچز در سراسر نیوجرسی فعال است.
- گروه تانگلوود که یک گروه تبهکار برای جذب اعضای جدید بود، در شهرستان وستچستر، برانکس و منهتن فعالیت می‌کرد.